# Bad Hindelang
Bad Hindelang (fino al 2002 Hindelang) è un comune tedesco di 4 901 abitanti, situato nel land della Baviera.
Dista pochi chilometri dal confine austriaco.

## Geografia fisica
Bad Hindelang si estende per una superficie di circa 137 km², ed è situato a 825 metri di altitudine.

## Sport
Stazione sciistica, Bad Hindelang ha ospitato numerose gare di Coppa del mondo di sci alpino.